# Fiber Bragg-gitter

Fiber Bragg-Gitter i en optisk fiber. Övre bilden: principskiss av den optiska fibern med fiber Bragg-gitter. Områdena markerade n_{3} har ett annat brytningsindex än resten av fiberkärnan som har brytningsindex n_{2}. Mellersta diagrammet: brytningsindex i fiberkärnan. Nedre diagrammen: spektral respons: vänster: input, mitten: transmission, höger: reflektion.
gitterperiod, n = brytningsindex, n_{0} = omgivningens brytningsindex, n_{1} = mantelns brytningsindex, n_{2} = fiberkärnans brytningsindex, n_{3} = gittrets brytningsindex, P_{I} = ingångseffekt, P_{B} = reflekterad effekt, P_{T} = transmitterad effekt, = ljusets våglängd, _{B} = Bragg-våglängd.

Fiber Bragg-gitter (FBG), på engelskan Fibre Bragg grating, är en Braggspegel som skapats i en del av en optisk fiber och som reflekterar ljus av en viss våglängd men släpper igenom ljus av andra våglängder. Den reflekterade våglängden uppfyller Braggs lag för gittret och kallas Bragg-våglängden. Gittret åstadkomms genom att skapa en periodisk variation i brytningsindex i fiberkärnan, vilket resulterar i en våglängdsspecifik dielektrisk spegel. Ett fiber Bragg-gitter kan därför användas som ett optiskt filter som blockerar vissa våglängder eller som en våglängds-specifik reflektor.
Den reflekterade våglängden ({\displaystyle \lambda }B), Bragg-våglängden, är:
{\displaystyle \lambda _{B}=n_{\text{eff}}\cdot 2\Lambda }
där neff är det effektiva brytningsindexet och Λ gitterperioden, alltså gittrets "våglängd".
Praktiskt skapas Fiber Bragg-gitter vanligen genom att utsätta en optisk fiber för ett mönster av intensivt laserljus vinkelrätt mot fiberns riktning. Detta leder till en permanent ökning av fiberkärnans brytningsindex på de ställen som exponerats för laserljuset.

## Användningsområde
Fiber Bragg-gitter kan användas som optiska sensorer för att mäta bland annat längd- och temperaturförändringar genom att den reflekterade våglängden förändras när den optiska fibern sträcks eller ändrar temperatur.